# Titularbistum Sozusa in Palaestina
Das Bistum Sozusa in Palaestina (ital.: diocesi di Sozusa di Palestina, lat.: Dioecesis Sozusena in Palaestina) ist ein Titularbistum der römisch-katholischen Kirche. 
Es geht zurück auf ein früheres Bistum der antiken Stadt Apollonia (später Sozusa) in der römischen Provinz Syria Palaestina bzw. Palaestina Prima (heute Arsuf an der Küste Israels), das der Kirchenprovinz Caesarea in Palaestina angehörte.
| Titularbischöfe von Sozusa in Palaestina |                              |                                                                                             |                   |                   |
| Nr.                                      | Name                         | Amt                                                                                         | von               | bis               |
| 1                                        | Francis Kerril Amherst       | emeritierter Bischof von Northampton (Vereinigtes Königreich von Großbritannien und Irland) | 2. Juli 1880      | 21. August 1883   |
| 2                                        | Jean-Baptiste Cazet SJ       | Apostolischer Vikar von Madagaskar (Madagaskar)                                             | 5. Mai 1885       | 6. März 1918      |
| 3                                        | Alfonso Belloso              | Weihbischof in San Salvador (El Salvador)                                                   | 18. Dezember 1919 | 22. Dezember 1927 |
| 4                                        | Peter Cheng (Peter Tcheng)   | Apostolischer Vikar von Süanhwafu (Republik China)                                          | 28. März 1928     | 25. August 1935   |
| 5                                        | Paul Yü Pin                  | Apostolischer Vikar von Nanking (China)                                                     | 7. Juli 1936      | 11. April 1946    |
| 6                                        | Antônio de Mendonça Monteiro | Weihbischof in São Salvador da Bahia (Brasilien)                                            | 31. Januar 1950   | 7. März 1957      |
| 7                                        | Francis Joseph McSorley OMI  | Apostolischer Vikar von Jolo (Philippinen)                                                  | 12. Juli 1958     | 20. November 1970 |